# Iraí (Río Grande del Sur)
Iraí es un municipio brasileño del estado de Rio Grande do Sul. Es conocido por ser un balneario  termal, siendo las propiedades de sus aguas recomendadas como método terapéutico por médicos y especialistas. La ciudad atrae turistas de todo el Brasil y también de países limítrofes. 
Se encuentra ubicado a una latitud de 27°11′37″ S y una longitud de 53°15′2″ O, estando a una altitud de 235 metros sobre el nivel del mar. Su población estimada para el año 2016 era de 7.969 habitantes.
Ocupa una superficie de 200,92 km². El municipio se halla a orillas del río Uruguay, que hace de frontera con el estado de Santa Catarina.

## Toponimia
En sus comienzos la zona estuvo habitada por los indios guaraníes que nombraron al lugar como Irahy'. En lengua guaraní, Ira significa miel y hy es agua, siendo entonces su traducción literal "Aguas de miel".  En 1937, se produjo la modificación del nombre por la grafía "Iraí", debido a las modificaciones ortográficas que sufrió la lengua portuguesa en aquellos tiempos.

## Historia
La historia de Iraí tuvo sus inicios a mediados del año 1893, cuando un grupo de aproximadamente 200 personas, provenientes de Cruz Alta y partidarios de la revolución federalista, fueron amenazados por la acción gubernamental y cruzaron las tierras de Palmeira das Missões rumbo a las barrancas del río Uruguay, al norte del estado en un recorrido de 120 kilómetros.
En los primeros tiempos, estos refugiados enfrentaron grandes dificultades ya que se encontraban aislados de cualquier núcleo poblacional. En una de sus incursiones en busca de alimentos, en esta región, donde la caza y pesca eran abundantes, encontraron un pantano en las márgenes del río do Mel con varias fuentes de aguas calientes y frías que brotaban de la tierra con gran fuerza y con un olor característico que atraía, debido a sus propiedades, a una gran cantidad de animales de caza. Acababan de descubrir las fuentes de aguas termales de Iraí, que inicialmente fueron llamadas "Fontes de Barreiro do Mel" y luego pasó a llamarse "Águas do Mel".
En el año 1908, el lugar recibió oficialmente el nombre de "Colonia Guarita", sin embargo se lo continuó llamando por el nombre de "Águas do Mel". En 1911, llegaron colonizadores de los municipios de Caxias do Sul y [
Guaporé. En 1914, el lugar donde se tomaban baños en el entonces 8.º Distrito de Palmeira das Missões, no pasaba de ser un rancho de paja. Tiempo después, la fama de las propiedades de sus aguas se fue expandiendo por todos los rincones de Río Grande del Sur, llamando la atención a los gobernantes del Estado. El 8 de marzo de 1916, fue oficialmente fundada la Villa Águas do Mel, siendo parte todavía del municipio de Palmeira das Missões. En el año 1917, se produjo la primera explotación oficial por parte del Estado, cuando fueron identificadas cinco fuentes de aguas sulfurosas en la región.
A partir de 1918, el poblado recibió diversos flujos de inmigración llegando a convertirse por su tamaño en el 2.º Distrito de Palmeira das Missões. En 1920, el gobierno estadual renombró a la ciudad como "Cruzeiro do Sul". Sin embargo, luego se dieron cuenta de que existía una localidad con el mismo nombre en el vecino estado de Santa Catarina, por lo que se decidió rebautizar al lugar como "Irahy".
El 1 de julio de 1933, por medio del Decreto Estadual N.º 5.368, el entonces gobernador José Antonio Flores da Cunha, decidió crear el municipio de “Irahy”, siendo desmembrado del antiguo municipio de Palmeiras das Missões. Se instaló la municipalidad, siendo su primer alcalde el médico Vicente de Paula Dutra, asumiendo su cargo el 13 de agosto de 1933. En 1937, debido a los cambios que surfrían las reglas ortográficas del idioma portugués, se pasó a utilizar la grafía de “Iraí”, que permanece hasta el día de hoy. El entonces gobernador envió a los ingenieros Tôrres Gonçalves y Saturino de Brito, para que organizaran los trabajos de planificación y desarrollo de la ciudad.  y a su alrededor se fue desarrollando la ciudad de Iraí, una de las atracciones turísticas de Río Grande del Sur.
El 20 de septiembre de 1935, fue inaugurado el moderno y original Balneário Osvaldo Cruz, en aquella época único en su género en toda América del Sur, el mismo fue planificado y ejecutado por inspiración del arquitecto francés Alfred D´Agache. El nombre de Oswaldo Cruz es en homenaje al médico sanitario brasileño.
El 20 de febrero de 1941 fue inaugurado el Casino Guaraní, del empresario Eurico Nunes da Silva, quien planificó el predio siendo orientado por el ingeniero João Prestes de Oliveira. Nunes da Silva había llegado a Iraí para realizarse un tratamiento de hidroterapia por 45 días, sintiéndose completamente recuperado. A modo de retribución por la cura recibida, decidió construir un casino en ella.
Debido a las presiones de la Iglesia Católica, el 30 de abril de 1946 el presidente de Brasil, mariscal Eurico Gaspar Dutra, decretó el cierre de todos los casinos del país. Esta decisión afecto dramáticamente las finanzas de todas las ciudades que tenían casinos, incluyendo a Iraí.
El 23 de diciembre de 1956, se inaugura el aeropuerto de la ciudad, siendo su primer vuelo el avión con matrícula PP-VAZ, de la compañía Varig, en presencia de autoridades municipales, estaduales y federales. El aeropuerto fue construido con recursos financieros de la Unión Federal. Varias empresas empiezan a operar vuelos regulares.
En 1975, se construye la carretera BR-386/158 y se inaugura un puente de 1.003 metros de longitud sobre el río Uruguay, permitiendo comunicar a Iraí y Río Grande del Sur con el vecino estado de Santa Catarina.
A partir de 1980, con el descenso brusco de turistas, el aeropuerto fue perdiendo sus líneas regulares para apenas recibir algunos vuelos particulares. En 1992, la Fundación Nacional del Indio identificó el lugar como parte de las 278 hectáreas pertenecientes al área indígena káingang de Iraí. Una comisión de habitantes intentó suspender la Uma comissão de moradores tentou suspender a demarcación, pero el aeropuerto fue finalmente cerrado y se construyeron casas en ambas márgenes de la antigua pista de aterrizaje.